# Hans-Jürgen Bartsch
Hans-Jürgen Bartsch (31 de Março de 1921 - ) foi um comandante de U-Boot que serviu na Kriegsmarine durante a Segunda Guerra Mundial.